# Violett guldvinge
Violett guldvinge, Lycaena helle, är en fjärilsart i familjen juvelvingar.
Vingbredden varierar mellan 24 och 26 millimeter, på olika individer. 

## Levnadssätt
Violett guldvinge finns på blomrik ogödslad slåttermark, i skogsgläntor, på kalkrik mark i fjällen och på andra platser där dess värdväxt växer. 
Juvelvingar har normalt en lugn och gärna fladdrande flykt. Ofta flyger de korta turer från blomma till blomma. Om natten och i molnigt väder vilar denna fjäril. Flygtiden börjar i juni. Vingarna hålls sammanlagda upp och ut från kroppen, och den något spräckliga vingundersidan ger ett visst kamouflage och skydd. 
Vuxna juvelvingar lever av nektar som de suger från blommorna på olika örter. Sugsnabeln, på huvudets undersida, ger fjärilen möjlighet att nå in i djupa blommor och suga till sig nektar. Sugsnabeln gör att fjärilar är beroende av flytande föda.  

### Fortplantning
Parningen sker genom sammankoppling mellan de två könen. Under parningen utsöndrar hannen ett doftämne från vingarna. Detta kan vara en mekanism för att påverka honans parningsvillighet. Om ett par störs under parningen, flyger vanligtvis hannen iväg, medan honan förblir passivt hängande. Honor som har parat sig intar ofta en speciell ställning, där vingarna hålls ganska platt och utbredda, medan bakkroppen lyftes upp. Äggen placeras ett och ett på undersidan av värdväxtens blad, vid mittnerven. Efter omkring tio dagar kläcks äggen. 

### Larverna
Larven är mycket olik de vuxna fjärilarna, både i levnadssätt och i kroppsuppbyggnad. Den har inga synliga försvarsmekanismer. 
Larven lever som växtätare i Norden på ormrot och längre söderut på stor ormrot. I Norden tar larvutvecklingen fyra till fem veckor.
Violett guldvinge kan ibland leva i symbios med myror, men ofta låter myrorna larven vara. Larvens kroppstemperatur är mellan 35 och 38 °C. Vid lägre temperatur blir larven inaktiv. De kräver därför många timmar sol för att kunna vara aktiva. Om det blir för varmt reglerar larven temperaturen genom att uppsöka skugga.

### Puppan
Violett guldvinge har fullständig förvandling (den är en holometabol insekt), som genomgår en metamorfos som ett led i utvecklingen. Mellan larvstadiet och det vuxna stadiet finns ett puppstadium, en viloperiod, där fjärilens inre och yttre organ förändras. Larvens böjliga och mjuka kropp omvandlas till en puppa med ett hårt skal. När skalet är hårt börjar omvandlingen från larv till den vuxna (imago) guldvingen. De inre organen bryts i varierande grad ned till en cellmassa. En omorganisering sker och djuret byggs upp igen. I Norden gör den övervintringen i puppstadiet. Längre söderut har arten två generationer per år.

## Hotstatus
I Sverige är den violetta guldvingen rödlistad. I 2005 års rödlista var den upptagen som sårbar ("VU"), medan den i 2010 och 2015 års rödlistor anges som starkt hotad ("EN"). Även i Finland är den rödlistad som starkt hotad.
Naturvårdsverket finansierar ett åtgärdsprogram under perioden 2013-2017 för att stärka artens fortlevnad. Åtgärdsprogrammet väntas även gynna andra hotade arter som också är knutna till öppna marker.

## Utbredning
Utbredningsområdet omfattar Europas mer eller mindre bergiga områden från Pyrenéerna och Ardennerna genom östra Europa och via Norden österut genom Ryssland till Sibirien (Sacha, Transbajkal och Amur).
I Sverige har arten gått mycket tillbaka, och dess sydgräns ligger nu på Dalarna och Hälsingland. Norr därom finns arten troligtvis endast kvar i fjällvärlden, framför allt i Jämtland. Även i Finland har arten minskat påtagligt, och finns nu främst i Norra Österbotten. Söder därom finns bara enstaka, fragmenterade förekomster.